# Наталия Бардская
Баронеса Наталия Бардская е българска актриса. Озвучава филми, сериали, радио пиеси и реклами.

## Биография
Наталия Бардская е родена на 19 ноември 1941 г. и е потомка на руски дворянски род. Завършва ВИТИЗ „Кръстьо Сарафов“ със специалност актьорско майсторство в класа на професор Желчо Мандаджиев през 1964 г.
Започва да играе на сцената на Хасковския театър, а от 1968 г. е в Театър „София“. Играла е във „Веселата уличка“ в Театър 199.

### Кариера на озвучаваща актриса
Наталия Бардская започва кариерата си в дублажа през 1972 г.
Измежду сериалите с нейно участие са „Завръщане в Рая“ (дублаж на БНТ, в ролята на Джили), „Амиго и неговите приятели“, „Семейство Симпсън“ (дублаж на БНТ), „Царят на квартала“, „Сестри по неволя“ (в ролята на Хоуп), „Усещане за любов“, „Лизи Макгуайър“, „Жената в огледалото“, „Вдовицата в бяло“, „Изпепеляваща страст“ и много други.
През 90-те години озвучава видеокасети за Мулти Видео Център. Сред ролите ѝ от този период са Джейн Джетсън в „Семейство Джетсън“, Сара Конърс в „Терминатор 2: Денят на страшния съд“, Д-р Джейн Буканън в „Марсианци, вървете си“, Д-р Катрин Лангфорд, Скаара и Ша'ури в „Старгейт“, Лори Куейд в „Зов за завръщане“, Мелиса в „Зад решетките“, и Дафни и Велма в „Шоуто на Скуби-Ду“. Също така дублира „Фантастичната четворка“ и други сериали за Нова телевизия.
След 2000 г. Бардская участва и в нахсинхронните дублажи на Александра Аудио. Oзвучава Мадам Аделаида, бабата на Ким и Кралица Лилиян, съответно в „Аристокотките“, сериалът „Ким Суперплюс“ и „Шрек Трети“.
Записва множество радио приказки за Балкантон, измежду които „Спящата красавица“ през 1977 г., „Маугли“ през 1981 г., „Лебедово езеро“ през 1986 г. и други. През 2012 г. участва в радиопиесата „Един ден от техния живот“ в БНР.

### Награди и отличия
През декември 2018 г. Наталия Бардская е удостоена с награда „Дубларт“ за цялостен принос от Гилдията на актьорите, работещи в дублажа (ГАРД).

### Други дейности
През 2007 г. за кратко преподава актьорско майсторство в МОНТФИЗ, заедно с Илия Раев и Слав Бойчев.

### Личен живот
От 1964 до смъртта му на 30 април 2017 г. е женена за актьора Илия Раев. Майка е на певицата Алекс Раева и актрисата Веселина Раева, която също се е занимавала с дублаж, но по-късно работи като професор в НАТФИЗ.

## Телевизионен театър
- „Среща в Рим“ (1982) (Камен Зидаров)

## Филмография
- Патриархат (7-сер. тв, 2005) – (в серия: III)
- „Трака-трак“ (1995)
- „Ако те има“ (1983)
- „Похищение в жълто“ (1980)
- „Може би фрегата“ (1980) Жената на професора
- „Изпити по никое време“ (1974) (епизода „Изкушение“)